# Idioma maithili
El maithili (मैथिली maithilī) o maijilí[cita requerida] es una de la familia de lenguas indo-arias las cuales son parte de la gran familia indoeuropea. Lo hablan en el estado indio de Bihar y en el este de la región Terai de Nepal un total de 24 millones de personas. Los lingüistas consideran que el maithili es un idioma índico oriental y por tanto diferente al hindi o indostánico cual el índico central.
El maithili se ha considerado un dialecto del hindi, así como del bengalí y de hecho se clasificó como lengua madre del hindi en el censo de India. En 2003, el maithili obtuvo el estatus de lengua independiente de la India. Existe un movimiento para brindarle estatus oficial vía el octavo artículo de la constitución para que pueda ser usado en educación, gobierno u otros contextos oficiales.